# Punch Line
(Tagline della serie)
Punch Line (パンチライン?, Panchi Rain) è una serie televisiva anime prodotta da MAPPA per la regia di Yutaka Uemura, trasmessa in Giappone nel contenitore noitaminA della Fuji TV tra il 9 aprile e il 25 giugno 2015. La storia segue le vicende di Yūta Iritatsu, un ragazzo il cui spirito viene separato dal proprio corpo. Il titolo è un gioco di parole basato sul termine "panty line" (lett. "linea di collant"), che in giapponese viene pronunciato allo stesso modo. Un videogioco basato sulla serie è stato pubblicato nel 2016, mentre un adattamento manga a cura di Ginichi, ambientato dopo gli eventi dell'anime, ha iniziato la serializzazione sul Dengeki G's Comic della ASCII Media Works il 30 settembre 2015.

## Trama
Yūta Iridatsu è uno degli inquilini del Koraikan, una pensione dove vivono soltanto altre quattro ragazze di nome Mikatan, Ito, Meika e Rabura. Un giorno però Yūta, in seguito al dirottamento di un autobus, si ritrova catapultato fuori dal suo stesso corpo, diventando quindi a tutti gli effetti uno spirito. Guidato dal gatto Chiranosuke, Yūta scopre che per tornare alla normalità dovrà trovare il libro Nandala Gandala, ma che prima di fare ciò dovrà proteggere le sue coinquiline da varie circostanze. Come se non bastasse, finché sarà uno spirito Yūta dovrà stare pure attento a non vedere due o più mutandine di fila, pena per qualche motivo la distruzione della Terra a causa di una meteora.

## Personaggi

Yūta nella sua forma da spirito

Yūta Iridatsu (伊里達 遊太?, Iridatsu Yūta)
Doppiato da: Marina Inoue
Il protagonista della serie, la cui anima viene separata dal proprio corpo dopo un incidente causato dal dirottamento di un autobus. Per rimediare all'incidente, deve cercare il libro sacro Nandala Gandala. Ogni volta che vede delle mutandine, si eccita ed ottiene una vampata di energia nota come i poteri Über-fy, ma se gliene capitano sottocchio due o più paia di fila, perde conoscenza e per qualche ragione un asteroide entra in collisione con la Terra, evento che lo costringe dunque a tornare indietro nel tempo. Possiede poche abilità spirituali, che diventano più potenti quando "aumentano di livello", ma se si trova vicino alla cannella ne può eseguire di più avanzate. Più avanti nel corso della serie, si scopre che in origine era un ragazzo di nome Pine (パイン?, Pain), il quale finì per scambiarsi di corpo con una sua compagna chiamata Chiyoko. Di conseguenza Yūta è biologicamente femmina, tanto è vero che il suo nome all'anagrafe è in realtà Yū (遊?). Il suo nome completo "Yūta Iridatsu" è anche un gioco di parole giapponese basato sull'espressione "proiezione astrale" (幽体離脱?, yūtai ridatsu).
Mikatan Narugino (成木野 みかたん?, Narugino Mikatan)
Doppiata da: Sora Amamiya
Un'idol del gruppo Seas May, che combatte segretamente il crimine nei panni della ragazza magica Strange Juice. Ogni volta che si agita o si trova da sola, finisce per parlare involontariamente nel dialetto Tsugaru, una vecchia abitudine dell'infanzia. Come Yūta, anche lei possiede i poteri Über-fy, ma a differenza sua ha bisogno costantemente di farmaci per reggerne gli effetti collaterali. Più tardi si scopre essere Chiyoko (ちよ子?), la cui anima, proveniente dal corpo in possesso di Yūta, è finita in quello di Guriko. Il suo nome, quando letto differentemente, diventa un gioco di parole giapponese basato sull'espressione "alleata della giustizia" (正義の味方?, seigi no mikata).
Ito Hikiotani (曳尾谷 愛?, Hikiotani Ito)
Doppiata da: Minako Kotobuki
Una NEET che passa la maggior parte del tempo a giocare ai videogiochi online e a prendersi cura di un cucciolo di orso di nome Muhi. Il suo nome è un gioco di parole giapponese basato sul termine "HikiOtaNEET" (ヒキオタニート?, hikiotanīto), una parola composta da hikikomori, otaku e NEET.
Meika Daihatsu (台初 明香?, Daihatsu Meika)
Doppiata da: Rie Kugimiya
La proprietaria del Koraikan (古来館?), ossia un'inventrice geniale, particolarmente brava anche come hacker. Parla il dialetto del Kansai e i suoi riflessi fisici sono molto scarsi. Il suo nome è un gioco di parole giapponese basato sull'espressione "grande inventrice" (大発明家?, daihatsumei-ka).
Rabura Chichibu (秩父 ラブラ?, Chichibu Rabura)
Doppiata da: Haruka Tomatsu
Una gal che, nonostante la sua professione di esorcista, in realtà non crede nell'esistenza degli spiriti. Può essere posseduta temporaneamente da Yūta quando è vicina alla cannella. Il suo nome è un gioco di parole giapponese basato sull'espressione "seno penzoloni" (乳ブラブラ?, chichi burabura).
Chiranosuke (チラ之助?, Chiranosuke)
Doppiata da: Yuri Yoshida
Lo spirito di un gatto parlante che informa Yūta dei vari poteri spirituali, facendogli anche da guida per il salvataggio del mondo.
Ryūto Teraoka (寺岡 龍都?, Teraoka Ryūto)
Doppiato da: Kenji Akabane
Il leader dell'organizzazione terroristica QMay che più tardi si scopre essere Guriko (ぐり子?). La sua anima è in possesso del corpo originale di Yūta.
Chihaya Tomoda (友田 千早?, Tomoda Chihaya)
Doppiato da: Jun Ōsuka
Il coordinatore di classe di Ito, il quale prova una profonda e depravata ammirazione nei suoi confronti. Controllato dallo spirito di Ryūto, diventa un soldato mascherato capace di usare i poteri Über-fy, soprannominato dai residenti "Uomo tartaruga" (亀男?, Kame otoko).
Kenji Miyazawa (宮沢 賢治?, Miyazawa Kenji)
Doppiato da: Marina Inoue
Un eroe in costume, dotato degli stessi poteri Über-fy di Yūta, che entra in scena di tanto in tanto. Più tardi si scopre essere un'altra versione di Yūta che torna indietro nel tempo per possedere il corpo di quello attuale ogni volta che il suo piano per salvare il mondo fallisce.
Akina Iridatsu (伊里達 秋奈?, Iridatsu Akina)
Doppiata da: Mariko Honda
La sorella adottiva di Yūta, ossia la ragazza che lo ha trovato poco dopo che si scambiasse di corpo con Chiyoko. È colei che gli manda il costume di Kenji Miyazawa.

## Media

### Anime
La serie televisiva anime, prodotta dalla MAPPA e diretta da Yutaka Uemura, è andata in onda dal 9 aprile al 25 giugno 2015. Il soggetto è stato scritto da Kōtarō Uchikoshi, mentre il character design è stato sviluppato da Shōta Iwasaki. In America del Nord i diritti sono stati acquistati dalla Sentai Filmworks, mentre in varie parti del mondo, tra cui l'Italia, gli episodi sono stati trasmessi in streaming, in contemporanea col Giappone, da Crunchyroll.

#### Episodi
| Nº | Titolo italiano Giapponese 「Kanji」 - Rōmaji                                         | In onda        | In onda |
| Nº | Titolo italiano Giapponese 「Kanji」 - Rōmaji                                         | Giapponese     |         |
| 1  | Panty Panic 「パンツパニック」 - Pantsu Panikku                                       | 9 aprile 2015  |         |
| 2  | Il merletto della compassione 「生類憐れみのレース」 - Shōrui awaremi no rēsu         | 16 aprile 2015 |         |
| 3  | L'attacco dei marziani! 「火星人、襲来！」 - Kaseijin, shūrai!                        | 23 aprile 2015 |         |
| 4  | Ossessione per le righe 「取り憑くシマ模様」 - Toritsuku shima moyō                   | 30 aprile 2015 |         |
| 5  | La morte di Ito 「愛、死す」 - Ito, shisu                                             | 7 maggio 2015  |         |
| 6  | È l'ultimo dell'anno! Meikaemon 「大晦日だよ、明香えもん」 - Ōmisoka da yo, Meikaemon | 14 maggio 2015 |         |
| 7  | Panty Panic: il ritorno 「帰ってきた、パンツパニック」 - Kaettekita, Pantsu Panikku   | 21 maggio 2015 |         |
| 8  | Panty Party! 「Panty Party!」                                                         | 28 maggio 2015 |         |
| 9  | Brazilian High Kick 「ブラジリアンハイキック」 - Burajirian Hai Kikku                 | 4 giugno 2015  |         |
| 10 | Le cose precipitano 「墜落」 - Tsuiraku                                               | 11 giugno 2015 |         |
| 11 | Squadra Segreta Justice Punch! 「ジャスティスパンチ！」 - Jasutisu Panchi!            | 18 giugno 2015 |         |
| 12 | Punch Line 「パンチライン」 - Panchi Rain                                             | 25 giugno 2015 |         |

#### Pubblicazioni
Gli episodi di Punch Line sono stati raccolti in sei volumi BD/DVD che sono stati distribuiti in Giappone per il mercato home video tra il 22 luglio e il 23 dicembre 2015.
| Volume | Volume | Episodi           | Data di pubblicazione |
| ------ | ------ | ----------------- | --------------------- |
|        | 1      | 1–2               | 22 luglio 2015        |
| 2      | 3–4    | 26 agosto 2015    |                       |
| 3      | 5–6    | 30 settembre 2015 |                       |
| 4      | 7–8    | 28 ottobre 2015   |                       |
| 5      | 9–10   | 25 novembre 2015  |                       |
| 6      | 11–12  | 23 dicembre 2015  |                       |

#### Colonna sonora
La colonna sonora della serie, pubblicata in data 24 giugno 2015, è stata composta da Tetsuya Komuro, il quale è stato scelto appositamente dallo staff per la forte connessione dell'anime con la musica. Le sigle di apertura e chiusura sono rispettivamente Punch Line! dei Shokotan Denpagumi e Honey Honey Honey (蜜蜜蜜?, Hanī Hanī Hanī) delle Ayumikurikamaki.
Punch Line Original Soundtrack
1. Strange Juice (Dispatch) – 2:55
2. Strange Juice (Action) – 2:06
3. Crisis – 1:41
4. Pressure – 2:39
5. Suspense – 3:26
6. O・B・E – 0:56
7. Destruction – 2:27
8. Nervous – 1:43
9. Agility – 3:37
10. Odd Man – 0:45
11. State of Tension – 1:33
12. Other Dimension – 1:43
13. Searchin' – 2:28
14. Sacred Thing – 1:17
15. Invisible Fear – 1:05
16. Keep Calm – 1:18
17. Victim – 1:05
18. Q-may – 0:52
19. MOD – 1:10
20. Appearance – 0:49
21. Ordinary Days – 2:27
22. Simple Mind – 1:18
23. Feel Down – 1:19
24. Fear – 1:53
25. Deep in the Past – 1:48
26. Affection – 1:45

1. Theme for PUNCH LINE – 1:59
2. Theme for PUNCH LINE (Think and Think) – 2:57
3. CHIRANOSUKE – 1:35
4. MUHI – 1:26
5. KAMENISHI-KUN – 1:20
6. Mysterious Person – 1:53
7. LOVERA – 1:38
8. Comical (slow) – 2:57
9. Comical (Medium) – 2:38
10. Comical (Up) – 1:14
11. Our Life – 4:09
12. Human – 4:49
13. Concentration – 5:40
14. Unity – 7:53

### Videogioco
Un videogioco basato sulla serie, scritto da Uchikoshi e rivelato sulla rivista Famitsū nel 2015, è stato pubblicato per PlayStation 4 e PlayStation Vita il 28 aprile 2016. Il gameplay è caratterizzato da più finali, tutti diversi rispetto a quello dell'anime.